# Metanema striolata
Metanema striolata là một loài bướm đêm trong họ Geometridae.